# Солодовников, Валерий Витальевич
Валерий Витальевич Солодовников (2 ноября 1958, Иркутск, РСФСР) — советский и белорусский футболист, левый защитник, белорусский футбольный тренер.

## Биография
Воспитанник гродненского футбола, первый тренер — Иван Олексяк. После окончания школы поступил в минский Институт физкультуры (ныне БГУФК) и два года выступал за институтскую команду «Буревестник» в первенстве Белорусской ССР среди КФК.
Весной 1979 года вернулся в Гродно и присоединился к местному «Химику», где сразу стал игроком основного состава. Непрерывно провёл в составе клуба 13 сезонов, сыграл за это время 419 матчей и забил 12 голов во второй лиге СССР. В 1980 году стал победителем зонального турнира второй лиги.
В начале 1992 года, когда гродненский клуб находился в финансовом и игровом кризисе, перешёл в «Днепр» (Могилёв), в его составе отыграл первый сезон независимого чемпионата Белоруссии в высшей лиге, стал серебряным призёром чемпионата и финалистом Кубка Белоруссии. В ходе сезона 1992/93 вернулся в гродненский клуб, переименованный в «Неман», в его составе стал обладателем Кубка страны, но в финальном матче не играл. Всего в высшей лиге Белоруссии сыграл 22 матча.
В конце карьеры несколько лет выступал за «Кардан Флайерс»/«Белкард» во второй и первой лигах, был играющим тренером клуба.
Всего в составе гродненского «Немана» провёл 426 матчей в первенствах СССР и Белоруссии. Занимает второе место в клубной истории по числу матчей после Валерия Абрамука (436).
В 2001—2005 годах работал в «Немане» начальником команды и тренером, ассистировал своему брату Сергею. При его участии «Неман» добился наивысшего успеха в истории — стал серебряным призёром чемпионата Белоруссии 2002 года, уступив в «золотом матче». В 2006 году работал спортивным директором в могилёвском «Днепре», затем тренировал детские командами в Гродно, а в 2010-е годы занимал административные должности в «Немане».

## Личная жизнь
Родился в Иркутске в семье военного, в детстве семья переехала в Гродно к родителям отца. Брат-близнец Сергей тоже был футболистом и много лет играл за «Неман», является лучшим бомбардиром в истории клуба, впоследствии — тренер.